# Leandro Díaz Parra
Leandro Enrique Díaz Parra (Curicó, Chile, 16 de marzo de 1999) es un futbolista profesional chileno. Juega de lateral izquierdo en Huachipato de la Primera División de Chile.

## Estadísticas
| Club                              | Div.          | Temporada     | Liga  | Liga  | Copas nacionales | Copas nacionales | Torneos internacionales | Torneos internacionales | Total | Total |
| Club                              | Div.          | Temporada     | Part. | Goles | Part.            | Goles            | Part.                   | Goles                   | Part. | Goles |
| --------------------------------- | ------------- | ------------- | ----- | ----- | ---------------- | ---------------- | ----------------------- | ----------------------- | ----- | ----- |
| Fernández Vial · Chile            | 3.ª           | 2018          | 10    | 0     | —                | —                | —                       | —                       | 10    | 0     |
| Fernández Vial · Chile            | Total club    | Total club    | 10    | 0     | 0                | 0                | 0                       | 0                       | 10    | 0     |
| Universidad de Concepción · Chile | 1.ª           | 2019          | —     | —     | 2                | 0                | —                       | —                       | 2     | 0     |
| Universidad de Concepción · Chile | 1.ª           | 2020          | 33    | 3     | —                | —                | —                       | —                       | 33    | 3     |
| Universidad de Concepción · Chile | Total club    | Total club    | 33    | 3     | 2                | 0                | —                       | —                       | 35    | 3     |
| La Serena · Chile                 | 1ª            | 2021          | 16    | 0     | 1                | 0                | —                       | —                       | 16    | 0     |
| La Serena · Chile                 | 1ª            | 2022          | 2     | 0     | —                | —                | —                       | —                       | 2     | 0     |
| La Serena · Chile                 | Total club    | Total club    | 18    | 0     | 1                | 0                | 0                       | 0                       | 18    | 0     |
| Unión La Calera · Chile           | 1.ª           | 2023          | 25    | 0     | 1                | 0                | 1                       | 0                       | 27    | 0     |
| Unión La Calera · Chile           | Total club    | Total club    | 25    | 0     | 1                | 0                | 1                       | 0                       | 27    | 0     |
| Huachipato · Chile                | 1.ª           | 2024          | 8     | 0     | 0                | 0                | 0                       | 0                       | 0     | 0     |
| Huachipato · Chile                | Total club    | Total club    | 0     | 0     | 0                | 0                | 0                       | 0                       | 0     | 0     |
| Total carrera                     | Total carrera | Total carrera | 86    | 3     | 4                | 0                | 1                       | 0                       | 91    | 3     |
| 1. 2.                             |               |               |       |       |                  |                  |                         |                         |       |       |